# Vallorcine
Vallorcine es una comuna y localidad francesa situada en la región Ródano-Alpes, en el departamento de Alta Saboya, en el distrito de Bonneville.

## Geografía
La comuna abarca todo el valle alto del Eau Noire, hasta la frontera suiza. Está situada al norte del puerto de Les Montets, que la separa del valle de Chamonix.

## Demografía
| 271 | 314 | 283 | 303 | 329 | 390 |
| Para los censos de 1962 a 1999 la población legal corresponde a la población sin duplicidades (Fuente: INSEE [Consultar]) |     |     |     |     |     |

## Administración
Aunque no forma parte de ninguna mancomunidad, es miembro del sindicato SIVOM Pays du Mont-Blanc.

### Lista de alcaldes
- 1944-1947: Sylvain Ancey
- 1947-1949: Eloi Berguerand
- 1949-1965: Albert Burnet
- 1965-1977: Maurice Canat
- 1977-1989: Philippe Ancey
- 1989-1995: Georges Bidault
- 1995-1996: Philippe Ancey
- 1996-2001: Robert Chamel
- 2001-2008: Patrick Ancey
- 2008-actualidad: Claude Piccot